# Antennarius striatus
L'antennarius striatus (pesce rana striato o pesce rana peloso), è un pesce osseo marino appartenente alla famiglia Antennariidae.

## Descrizione
Questo piccolo pesce può arrivare fino a 22 cm di lunghezza. Come altri componenti della famiglia a cui appartiene, ha un corpo rotondo ed estensibile e la sua pelle morbida è ricoperta da spine dermali, disposte in modo irregolare e somiglianti a dei capelli. La sua bocca è grande ed estremamente estensibile, essa gli permette di ingerire prede grandi tanto quanto lui.
La colorazione del suo corpo può variare moltissimo perché ogni pesce tende a variare il colore in base all’ambiente in cui vive.

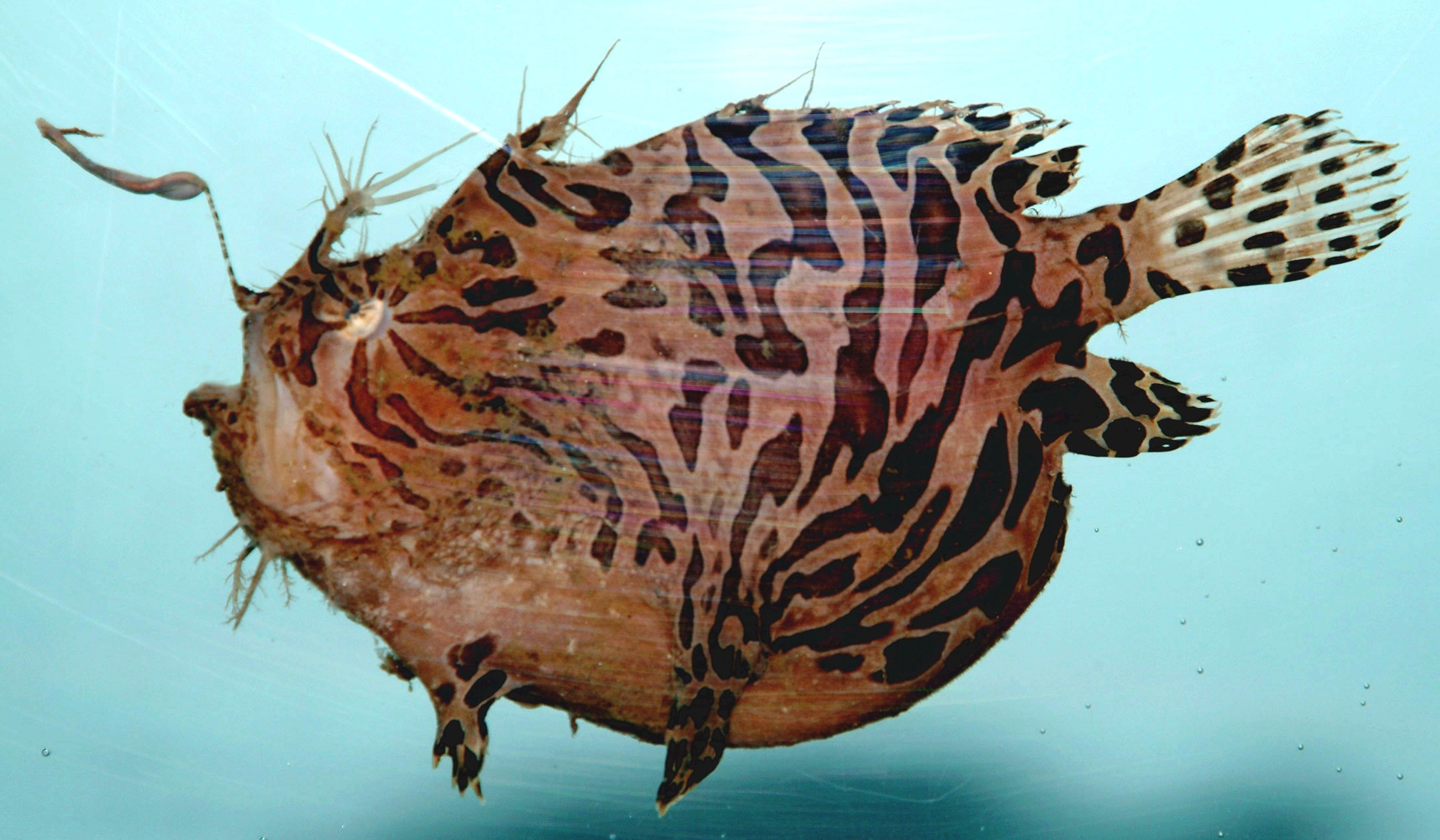
Il pesce rana peloso si riunisce in branco durante il periodo dell’accoppiamento ma non può tollerare gli altri individui dopo la fertilizzazione

I pesci rana hanno la capacità di cambiare colorazione e fantasia, mettendoci solo alcune settimane per adattarsi. La loro principale colorazione varia dal giallo al marrone aranciato, comprendendo tutte le sfumature intermedie, ma può essere anche verde, grigio, marrone, quasi biancastro, oppure addirittura completamente nero senza nessun tipo di fantasia.
Il corpo e le pinne possono essere particolarizzati da alcune strisce parallele non molto precise o da alcune macchie allungate, con delle strisce che richiamano dei raggi che partono da ogni occhio e sono indirizzati verso il resto del corpo.
Il primo raggio della pinna dorsale, il cosiddetto illicio è proiettata in avanti ed è simile a una canna da pesca per la sua forma e la sua funzione. Essa ha la forma tipica di un verme usato come esca che, quando agitata, attira le prede che non sospettano di nulla. La spina dorsale è composta da alcune appendici allungabili (il cui numero varia da due a sette).
Questa “esca” è una semplice caratteristica che ci permette di distinguere l’A. striatus dall’Antennarius hispidus, che per il resto ha delle caratteristiche molto simili (strisce, colorazione, appendici cutanee) e con il quale è spesso confuso.
L’illicio ha la stessa lunghezza del secondo raggio dorsale che spesso assume un colore più scuro rispetto al primo. Il secondo raggio è posto quasi verticalmente ed è mobile, mentre il terzo è piegato verso la parte rposteriore del corpo.
Questi tre raggi dorsali sono ben separati tra loro e dalla pinna dorsale.
Le pinne pettorali sono piegate, e, assieme alle pinne ventrali, permettono al pesce rana peloso di “camminare” sul fondo del mare e di mantenere una posizione stabile per tendere un’imboscata alle prede.

## Distribuzione
Il pesce rana peloso si può trovare nelle acque tropicali e subtropicali, dall’Oceano Indiano al centro dell’Oceano Pacifico, e nell’Oceano Atlantico sulle coste ovest dell’Africa e infine dalla costa del New Jersey alla costa brasiliana più a sud, includendo i Caraibi e il golfo del Messico. Le uniche acque in cui non si trova questo pesce sono quelle del Mediterraneo e dell’Artico.
Williams (1989) e Arnold e Pietsch (2012), ad ogni modo, hanno considerato l’Antennarius striatus una specie complessa e il presunto soprannome Antennarius scaber sembra in realtà essere una specie diversa che si distingue dall’A. striatus per la sua esca divisa in due e per i suoi 11-12 raggi pettorali.

## Habitat

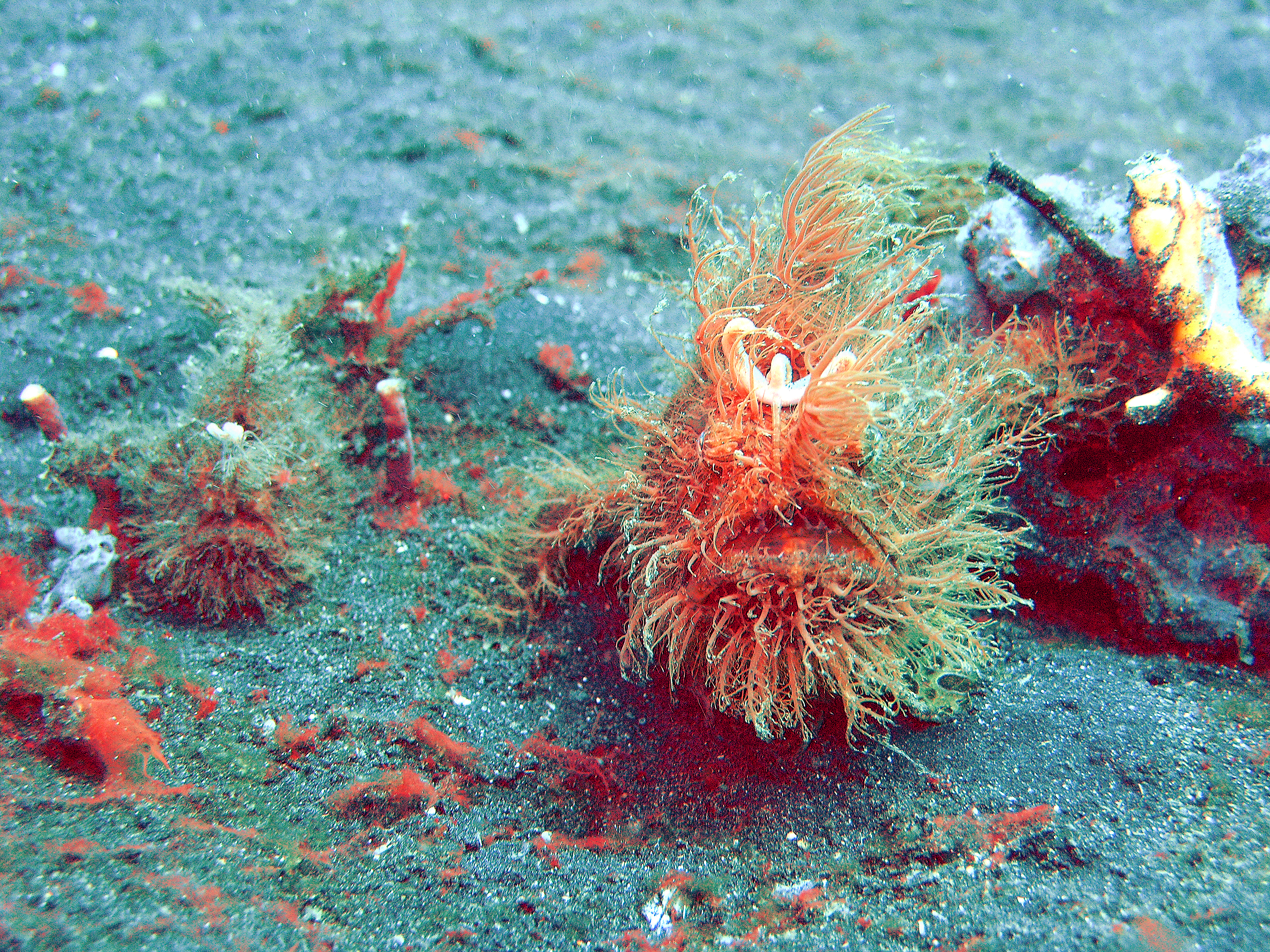

Questa specie abita zone superficiali, sabbiose o scogliere e barriere coralline in acque profonde. Può essere trovato dalla superficie a 210 m con una media a 40 m di profondità. Spesso imitano il corallo o le spugne che li circondano per mimetizzarsi con l'ambiente, questo comportamento è noto come criptismo. Poiché le temperature generali continuano a salire, questo rappresenta un grosso problema per gli oceani e per i loro abitanti che si affidano agli ecosistemi presenti per sopravvivere. I pesci rana non fanno eccezione, poiché dipendono dalle barriere coralline per mimetizzarsi e predare i pesci più piccoli.
Dopo che un pesce rana è stato in un determinato ambiente, sono in grado di cambiare colore nell'arco di poche settimane per confondersi con l'ambiente circostante. Con gli oceani che diventano gradualmente più caldi, questo ne diminuisce il pH, facendo sì che le acque contengano meno ossigeno e diventino più acide. Questo è molto impattante sulle barriere coralline per quanto riguarda lo sbiancamento dei coralli. Le condizioni acide degli oceani sbiancano il corallo, facendogli perdere il colore. Se il corallo perde il suo colore, il pesce deve adattarsi e diventare più o meno vulnerabile ai predatori. Questo si è osservato attraverso la specie Antennarius maculatus in cui il pesce rana ha cambiato colore nel bianco per mimetizzarsi con il corallo sbiancato nell'Oceano Indiano.

## Comportamento

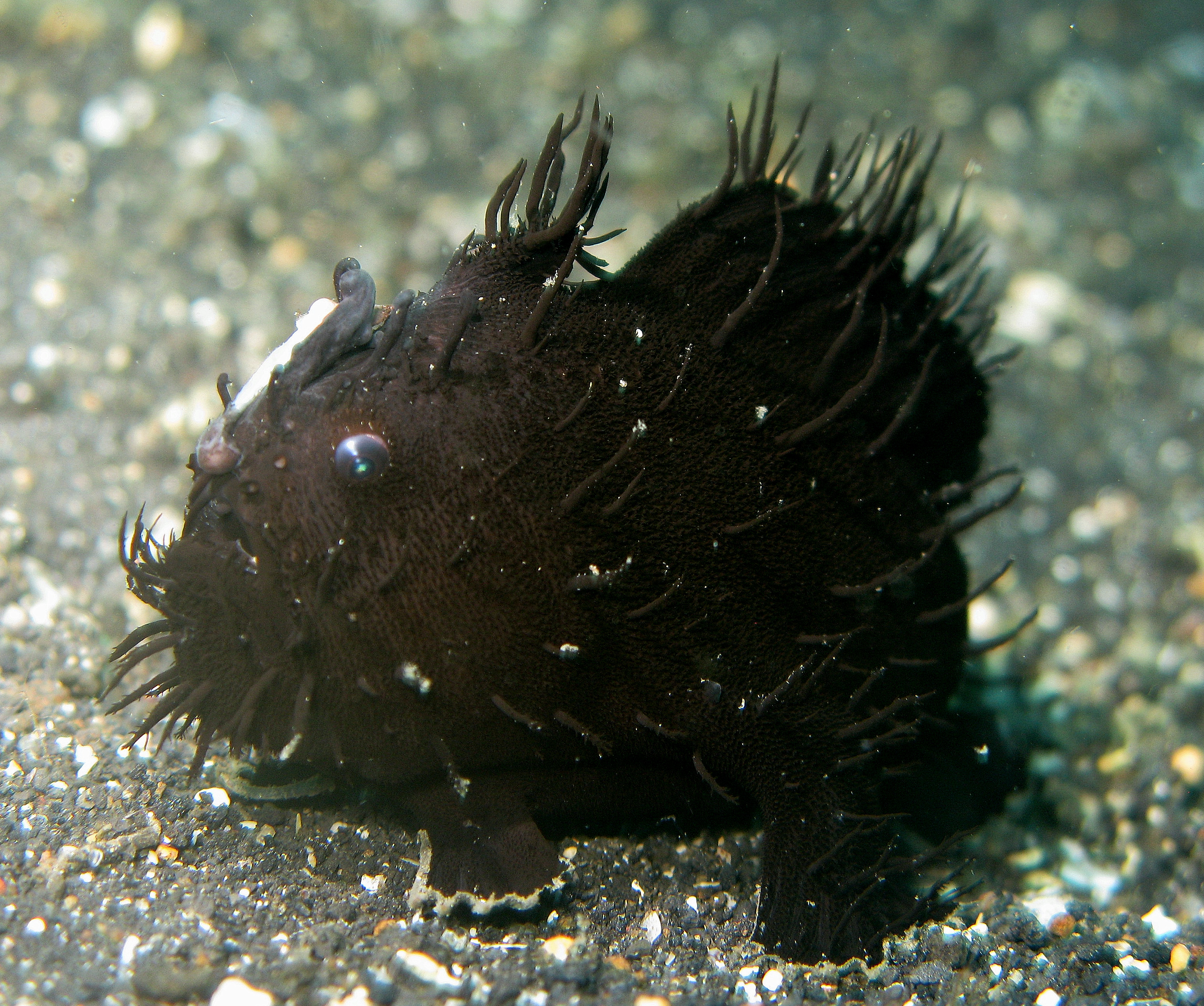

Come tutti i pesci rana, A. hispidus è un vorace carnivoro che divorerà tutte le prede di dimensioni giuste che passano a portata di mano, di solito altri pesci, ma a volte persino i suoi simili. Può ingoiare prede delle proprie dimensioni. Come gli altri membri della sua famiglia, ha uno stile di vita solitario. Si riuniscono durante il periodo dell'accoppiamento, ma non si tollerano più l'un l'altro dopo l'atto di fecondazione. La famiglia Antennariidae usa una forma unica di locomozione che include una propulsione a reazione che implica la respirazione. L'acqua viene prelevata dalla bocca ed espulsa attraverso le aperture branchiali dietro le pinne pettorali che spingono il pesce in avanti eseguendo esalazioni attraverso l’opercolo.

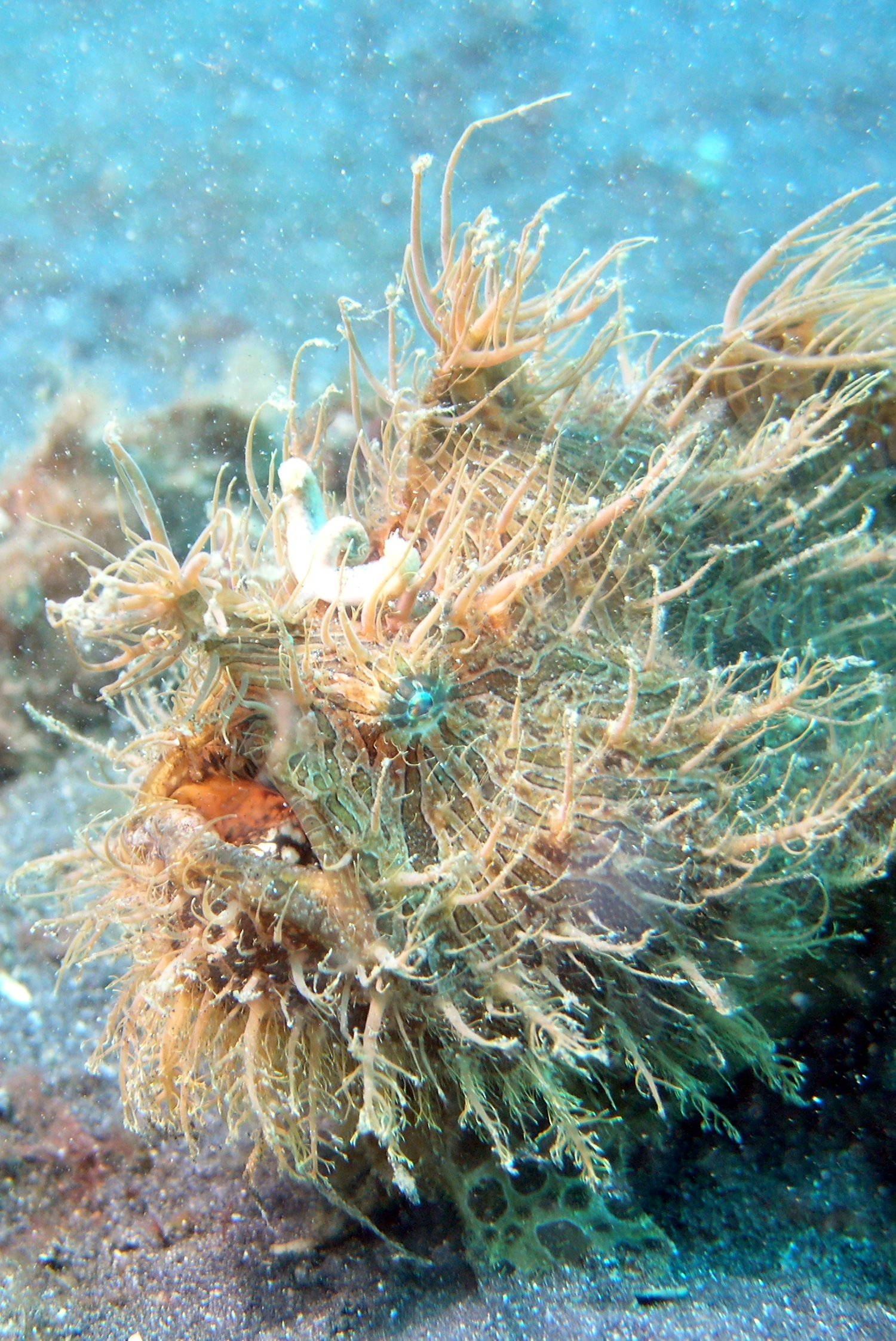

La famiglia ha generalmente una forma del corpo a globo con una grande bocca nella parte anteriore del corpo. Questa modifica dell'aumento della cavità orale e delle aperture di branchia combinate con la propulsione a getto d'acqua pulsata espulsa dalla respirazione consente al pesce di spingere se stesso lungo il fondale. Hanno anche un'esclusiva pinna pettorale articolata e pinne pelviche che permettono loro di camminare lungo il fondale usando la loro pinna dorsale anteriore in congiunzione con la loro pinna anale; le loro pinne non sono fatte per il nuoto vero e proprio.
Mentre i pesci rana hanno la capacità di imitare l'ambiente circostante e mimetizzarsi, hanno anche la capacità di imitare altre specie pericolose come l'anemone di mare per impedire ai predatori di attaccare. Un esempio sono i pesci rana che imitano i ricci di mare appoggiati sul fondale. Questi pesci hanno anche un meccanismo di difesa per quando vengono trovati dai predatori che includono il gonfiore del loro corpo con l'acqua e rimangono gonfiati per rendere difficile al predatore la deglutizione. I pesci rana sono carnivori, si nutrono principalmente di piccoli pesci e crostacei marini, ma si sa che talvolta compiono atti di cannibalismo.
A. striatus è una delle specie di questa famiglia che possiede una tecnica per la pesca che comprende un’esca, la quale viene utilizzata principalmente di notte quando la luce non è disponibile. Si è osservato anche che l'esca è molto sensibile ai predatori, quindi il pesce lo avvolge vicino al corpo quando non caccia, e in alcune specie come Antennarius pauciradiatus e Antennarius randalli hanno una struttura simile a una tasca che possono posizionare l'esca tra la seconda e la terza spina dorsale.
I pesci rana hanno uno dei metodi di consumo più veloci conosciuti nel regno animale, il pesce non ha denti e utilizza l'aspirazione per inalare la sua preda intera e viva. Espandono la cavità orale abbassando la mascella inferiore ed estendendo la parte superiore. Il trucco sta nell'ottenere l'attenzione delle prede spostando la loro esca di solito in un modo simile ad arco per imitare il movimento di un piccolo animale in difficoltà. Una volta che i pesci rana riescono a portare la loro preda abbastanza vicino, sono in grado di inalarla in sei millesimi di secondo.